# Euphrat-Springmaus

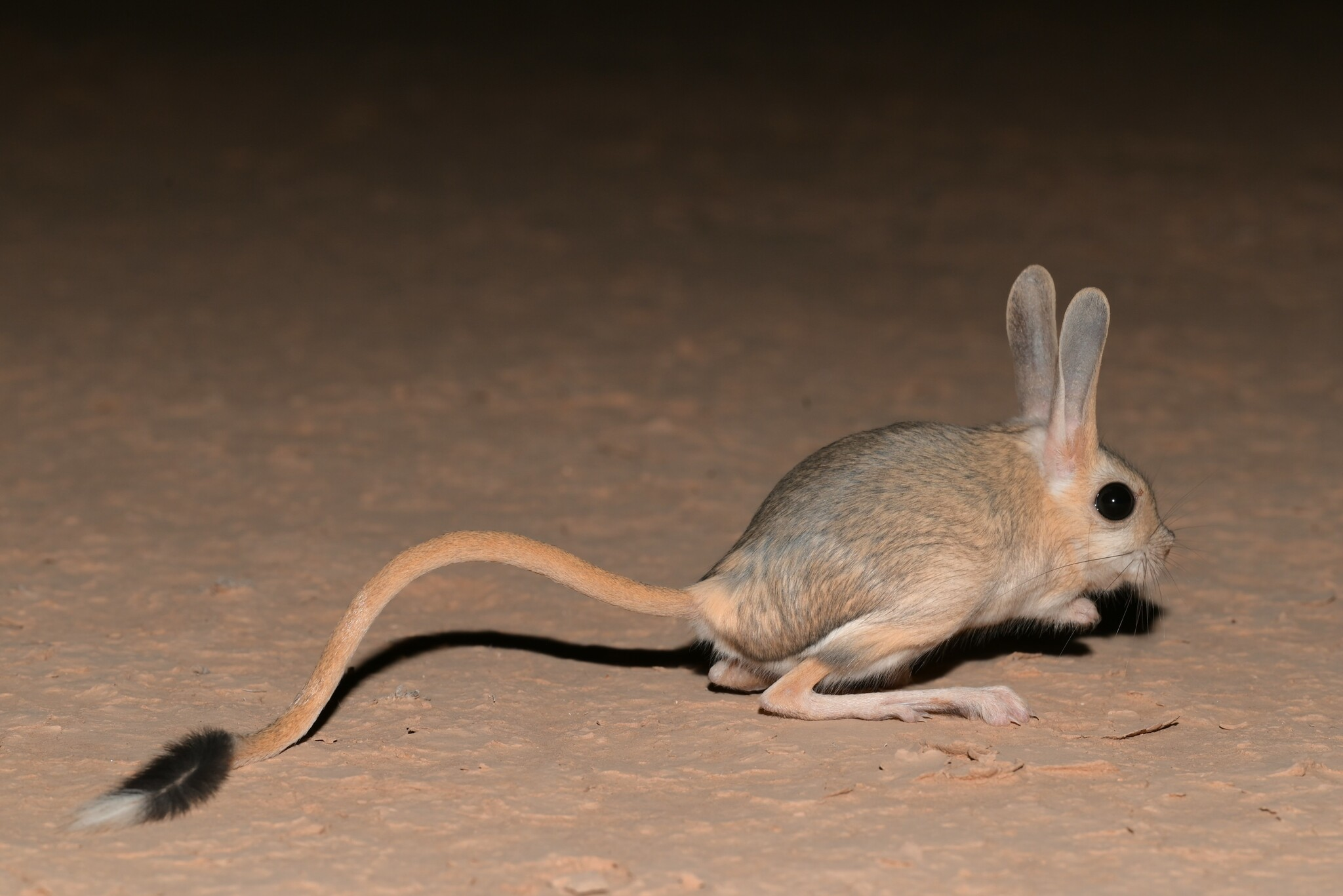
Euphrat-Springmaus (Scarturus euphraticus), in Saudi-Arabien

Die Euphrat-Springmaus (Scarturus euphratica) ist ein in Vorderasien verbreitetes Nagetier in der Familie der Springmäuse. Sie zählte zeitweise zur Gattung Pferdespringer und wurde mit verschiedenen anderen Arten in die Gattung Scarturus überführt.

## Merkmale
Diese Springmaus wird ohne Schwanz 77 bis 140 mm lang, die Schwanzlänge beträgt 144 bis 210 mm und das Gewicht liegt bei 48 bis 92 g. Typisch sind die großen Hinterfüße von 50 bis 68 mm Länge. Die Art hat 29 bis 52 mm lange Ohren und ein hellbraunes Fell mit grauen Tönen auf dem Kopf und auf dem Rücken. Auf der Unterseite kommt weißes Fell vor. Der graubraune Schwanz hat am Ende eine abgeplattete schwarze Quaste mit weißer Spitze. Kurz vor der Quaste hat der Schwanz einen weißen oder orangebraunen Ring. Auf der Unterseite der Zehen am Fuß sind kurze weiße und wenige schwarze Haare vorhanden, die keine Bürste bilden. Die Euphrat-Springmaus hat weißen Zahnschmelz an den Vorderseiten der Schneidezähne. Von den fünf Zehen der Hinterfüße sind die beiden äußeren nur rudimentär vorhanden. Exemplare in höheren Lagen besitzen allgemein ein dunkleres Fell.

## Verbreitung
Das Verbreitungsgebiet reicht vom Süden der Türkei und Westen Irans über Syrien, Jordanien, Libanon und Irak bis nach Kuweit und das nördliche Saudi-Arabien. Die Art lebt im Flachland, in Gebirgen und auf Hochebenen bis 2660 Meter Höhe. Als Habitat dienen der Euphrat-Springmaus Steppen und Halbwüsten mit verstreuten Gräsern und Büschen. Sie besucht selten Bepflanzungen.

## Lebensweise
Die nachtaktiven Exemplare ruhen am Tage in selbstgegrabenen Bauen, die nicht im losen Sand liegen. Wie bei anderen Springmäusen besteht die Nahrung vorwiegend aus Pflanzenteilen. Es werden Blätter, junge Wurzeln, junge Triebe, Stängel und Samen gefressen. Der einfache Bau hat einen Gang mit ein oder zwei Richtungsänderungen sowie eine Kammer in 35 bis 45 cm Tiefe mit einem Durchmesser von 11 bis 15 cm. Oft wird ein zweiter Tunnel als Fluchtweg angelegt. In freier Wildbahn hat jede Springmaus ihr eigenes Nest. Exemplare in Gefangenschaft im gleichen Käfig kämpften erst unabhängig vom Geschlecht bis zu zwei Stunden intensiv gegeneinander. Danach nutzten sie verschiedene Bereiche des Käfigs.
Die Euphrat-Springmaus wird ein bis zwei Stunden nach der Abenddämmerung aktiv und kehrt vor dem Morgen zurück. Zwischen November und Januar halten Populationen im Norden Winterschlaf. In der Türkei findet die Paarung zwischen April und Juni statt. Im Irak erfolgt die Fortpflanzung zwischen Februar und Mai. Allgemein können zwei Würfe pro Jahr mit 4 bis 8 Neugeborenen vorkommen.

## Gefährdung
Die Umwandlung der ursprünglichen Landschaft in Ackerflächen stellt die größte Bedrohung dar. In Jordanien wurden zwischen 1985 und 2005 etwa 50 Prozent des Habitats in Ackerland umgewandelt. In der Türkei nimmt der Anbau von Baumwolle zu. Die Euphrat-Springmaus wird in einigen Regionen wegen ihres Fleisches gejagt. Diese wird unter anderem an Falknereien verkauft. Laut Schätzungen von 2019 ist die Gesamtpopulation weiterhin groß. Die IUCN listet die Art als nicht gefährdet (least concern).